# Харальдур Бьорнссон
Харальдур Бьорнссон (исл. Haraldur Björnsson; 11 января 1989, Рейкьявик, Исландия) — исландский футболист, вратарь клуба «Стьярнан». Сыграл 1 матч за сборную Исландии.

## Биография

### Клубная карьера
Воспитанник шотландского клуба «Харт оф Мидлотиан». На профессиональном уровне дебютировал в 2009 году в составе исландского клуба «Валюр», за который сыграл 9 матчей в чемпионате Исландии. В 2010 году выступал в аренде в первой лиге за клуб «Троуттюр», но затем вернулся в «Валюр», где провёл ещё один полноценный сезон.
В 2012 году Харальдур подписал контракт с клубом первого дивизиона Норвегии, где провёл сезон в качестве основного вратаря и вместе с командой получил место в высшей лиге. Однако в следующем сезоне игрок перестал попадать в заявку команды и летом 2013 года был отдан в аренду в клуб первого дивизиона «Фредрикстад», за который сыграл 12 матчей. В 2014 году вновь провёл полгода в аренде в клубе «Стрёммен», а летом того же года подписал контракт с клубом второй лиги Швеции «Эстерсунд». В 2015 году «Эстерсунд» вышел в высшую лигу, однако в высшей лиге Швеции Харальдур также не сыграл. В августе 2016 года он перешёл в клуб высшей лиги Норвегии «Лиллестрём», где провёл полгода и сыграл один матч.
В 2017 году футболист вернулся в Исландию, где стал игроком клуба «Стьярнан».

### Карьера в сборной
В 2011 году был основным вратарём молодёжной сборной Исландии на чемпионате Европы, где сыграл во всех трёх матчах группового этапа, однако выйти из группы Исландии не смогла.
С 2011 года он также стал вызываться в основную сборную Исландии, однако на поле долгое время не выходил. Продолжал нерегулярно вызываться в сборную вплоть до 2013 года, а затем на некоторое время выпал из обоймы сборной. Вернулся в национальную команду в январе 2016 года на товарищеские матчи со сборными Финляндии и ОАЭ. Дебютировал за сборную 13 января, отыграв второй тайм в матче с Финляндией и не пропустил голов.

## Достижения
«Стьярнан»
- Обладатель Кубка Исландии: 2018
- Обладатель Суперкубка Исландии: 2019